# Токтосартов, Акун Токтосартович
Акун Токтосартович Токтосартов (15 марта 1941 — 9 июля 2013) — советский и киргизский государственный, общественный и культурный деятель, переводчик художественной литературы, заслуженный деятель культуры Киргизии. Министр культуры Киргизской ССР (1988—1991). Почётный гражданин Бишкека.

## Биография
Акун Токтосартов родился 15 марта 1941 года в селе Кондук, ныне — Кара-Кульджинский район, Ошская область.
Окончив среднюю школу, Токтосартов поступил в Республиканское культурно-просветительное училище в Токмаке, окончил Ошский государственный педагогический институт и Высшую партийную школу при ЦК КПСС в Алма-Ате.
В 1965—1977 годах работал методистом, ведущим инспектором, заместителем начальника Главного управления культурно-просветительных учреждений Министерства культуры Киргизской ССР. В 1977—1988 годах работал инструктором, заведующим Сектором литературы и искусства ЦК Компартии Кыргызстана, первым заместителем Министра культуры.
В 1988 году был назначен Министром культуры Киргизской ССР, занимал должность до 1991 года. В период руководства Министерством культуры Токтосартов открыл ряд театров и музеев, организовал много крупных мероприятий республиканского значения, в том числе зарубежных гастролей театров.
В 1991—1996 годах работал директором Национальной филармонии имени Токтогула Сатылганова, генеральным директором Делового проекта «Манас айылы». При нём за короткий срок было завершено строительство историко-культурного комплекса к празднованию 1000-летия эпоса «Манас», стоимостью более 40 млн сомов.
В 1992 году Токтосартов инициировал создание Международной ассоциации содействия возрождению духовности «Руханият», и до конца жизни был её президентом.
Токтосартов внёс значительный вклад в развитие культуры и искусства Киргизии, укрепление международных связей, обучение квалифицированных творческих кадров и популяризацию киргизской культуры за рубежом.
Токтосартов также занимался творческой работой. Перевёл на киргизский язык ряд художественных произведений русских, украинских, казахских, узбекских писателей, в частности роман «Бабур» П. Кадырова, сборник повестей и рассказов «След молнии» О. Бокеева, пьеса «Тринадцатый председатель» А. Абдулина и прочие. Некоторые пьесы в переводе Токтосартова ставились в театрах, вошли в фонд республиканского радио и телевидения.
Токтосартов был членом Республиканского комитета профсоюза работников культуры, Президиума Союза киргизского общества дружбы и культурной связи с зарубежными странами, Совета Ассамблеи народа Киргизии, редколлегии Киргизской советской энциклопедии, академиком Общественной академии имени Ч. Айтматова, правления Фондов Исхака Раззакова, Султана Ибраимова, Ата-Тюрка, президентом общества дружбы «Кыргызстан — Саудовская Аравия».
Умер 9 июля 2013 года после продолжительной болезни. 12 марта 2021 года в Национальной библиотеке Киргизии состоялось открытие книжно-иллюстративной выставки и вечер памяти, посвящённые 80-летию со дня рождения Акуна Токтосартова.